# Dietrich von Weyer
Dietrich oder Theodor von Weyer (auch: Weier, Wyer, Wier, Wierus) (* um 1540/42 in Grave an der Maas; † 8. Juni 1604 vermutlich in Heppenheim an der Wiese) war ein niederländisch-deutscher Jurist, kurfürstlicher Rat sowie Gesandter und Truppen-Inspekteur der Republik der Sieben Vereinigten Provinzen. Er war ein entschiedener Parteigänger  Wilhelms I. von Oranien im Achtzigjährigen Krieg und wurde mehrfach der Korruption verdächtigt.

## Leben
Dietrich Weyer war der Sohn des Arztes und Gegners der Hexenverfolgung Johann Weyer (1516–1588) und dessen erster Frau Judith Wintgens († 1572). Sein Vater war ab 1545 Stadtarzt in Arnheim und wurde 1550 als Leibarzt an den Klever Hof berufen.

### Studium
Dietrich Weyer studierte 1559 zusammen mit seinem Bruder Heinrich (um 1545–1591), dem späteren Leibarzt der Trierer Kurfürsten Jakob III. von Eltz (1510–1581) und Johann von Schönenberg (1525–1599), an der neugegründeten Académie de Genève (immatrikuliert als Theodorus Wierus Clivanus). 1560 hörten beide Brüder den Gräzisten Adrien Turnèbe (1512–1565) am Collegium Trilingue in Paris. In Bourges wohnte Dietrich Weyer im Haus des Professors für Rechtswissenschaft Hugo Donellus (1527–1591), anschließend wechselte er nach Orléans. 1561 schrieb er sich als Theodoricus Wierius Clivensis in Padua ein, wechselte später nach Bologna. Am 17. Mai 1564 wurde er in Pisa als Theodorus Wierus Sicamber, f[ilius] Joannis doctor zum Dr. jur. utr. promoviert. Als promovierter Jurist schrieb er sich 1566 an der Universität Köln ein.
Von Herzog Wilhelm V. von Jülich-Kleve-Berg (1516–1592) und dem Münsteraner Bischof Bernhard von Raesfeld (1508–1574; reg. 1557–1566) wurde er als Assessor am Reichskammergericht nominiert. 1566 versuchte Dietrich Weyer mit Unterstützung des Statthalters Charles de Brimeu (* um 1525; † 1572), Graf von Meghen, Nachfolger von Jheronimus Lettin († 1566) als Rat am Hof von Geldern in Arnheim zu werden. Da seine Eltern jedoch der lutherischen Ketzerei verdächtig waren, scheitert die Bewerbung, obwohl er offenbar bereit war, einen Eid auf den katholischen Glauben abzulegen. Jheronimus Lettin wurde schließlich am 2. August 1567 durch Willem van Gent († 1603) aus Nijmegen ersetzt.
1568 korrespondierte Dietrich Weyer mit Graf Wilhelm IV. von dem Bergh-’s-Heerenberg (1537–1586).

### Pfalz-Zweibrücken
1568 trat Weyer als Rat für auswärtige Geschäfte in den Dienst Herzog Wolfgangs von Pfalz-Zweibrücken (1526–1569). Durch die Zusicherung der Vermittlung eines Kredites von angeblich 240.000 Gulden, von denen sein eigener Vater 2.000 Gulden beitragen wollte, half er dem hugenottischen Gesandten Gervais le Barbier (Gervasius Barberius), Sieur de Francourt (um 1512–1572) dabei, Herzog Wolfgang zum Abschluss eines Unterstützungs-Vertrages mit Louis I. de Bourbon, prince de Condé (1530–1569), zu bewegen. Die Prinzen von Condé waren Anführer der Protestanten während der Hugenottenkriege. Der Vertrag wurde am 18. September 1568 in Zweibrücken abgeschlossen und am 29. Oktober mit einem Notariatsinstrument versehen. Herzog Wolfgang verpflichtete sich, 17.000 Soldaten auszurüsten.
Die von Weyer zugesicherte Summe, für die die Straßburger Bankiers Ingold, Wolff, Prechter, Wicker und Israel Minckel (um 1525–1569) unter der Bürgschaft von Georg Olbrecht (1500–1569) einstehen sollten, scheint ausgeblieben zu sein. Am 11. Oktober appellierte ein Abgesandter Herzog Wolfgangs (Weyer?) vergeblich an den Straßburger Rat, ein 5-%-Darlehen über 20.000 Gulden zu gewähren. Am  21. Oktober verbürgten sich in Straßburg schließlich African d'Haussonville († 1603), Olry du Châtelet († 1569) und Claude Antoine de Vienne (1534–1588), seigneur de Clervant et de Coppet, für die Kosten einzustehen.
Vermutlich gehörte Dietrich Weyer zu den protestantischen Gesandten, die nach der Hinrichtung der Grafen Lamoral von Egmond und Philippe de Montmorency, Graf von Horn, im Anschluss an den rheinischen Kurfürstentag in Bacharach Ende Juli 1568 zu Kaiser Maximilian II. (1527–1576) nach Wien geschickt wurden, um Unterstützung für die Niederlande zu erwirken. Weyers Anwesenheit in Wien im August 1568 ist durch einen Brief seines Vaters belegt.
Der Prinz von Condé und Herzog Wolfgang starben im folgenden Jahr 1569 auf dem Feldzug in Frankreich, an dem sich auch Wilhelm von Oranien (1533–1584) mit 1.200 Reitern beteiligte.
Am 4. Juni 1569 befand sich Weyer in Plymouth und bedankte sich bei Staatssekretär William Cecil (1521–1598) brieflich für die englische Unterstützung. Weyer soll jedoch nach Erhalt der Nachricht vom Tod Herzog Wolfgangs († 11. Juni 1569) eine Geldsumme, die er von Königin Elisabeth I. (1533–1603) für den Feldzug erhalten hatte, nur teilweise in La Rochelle an Admiral Gaspard II. de Coligny (1519–1572) abgeliefert haben. Zu der Unterstützungssumme, die Weyer mit sich führte, gehörte auch ein Betrag in Höhe von 6000 Crowns (coronati), den Johannes Sturm (1507–1589) aus eigenen Mitteln in England zur Verfügung stellte. Noch vor der Bartholomäusnacht fand eine Zusammenkunft von Claude Antoine, dem Herrn von Clervant, Doktor Weyer und dem Genfer Bankier Balbini mit Sturm statt, auf dem die Rückzahlung versprochen wurde.

### Bergh-s'Heerenberg
Anfang der 1570er Jahre stand Dietrich Weyer im Dienst von Wilhelm IV. von dem Bergh-’s-Heerenberg, der die Kritik Johann Weyers an der Hexenverfolgung teilte. Im Auftrag Wilhelms IV. kümmerte er sich 1570 um die Ausrüstung von Truppen, die Wilhelm von Oranien bei Niedermörmter gesammelt hatte. Die Waffen wurden von dem Kölner Kaufmann Philipp Palm geliefert. In Worms trug er sich in das Stammbuch des kurpfälzischen Leibarztes Joachim Strupp ein.
1571 bestätigte Weyer die Verpfändung einer Sammlung von Juwelen der Gräfin Maria von dem Bergh (1539–1599), der Frau Wilhelms IV., im Namen ihres Bruders Graf Johann VI. von Nassau (1536–1606) für 1000 Reichstaler an den Kölner Goldschmied Wilhelm Kaaff, Bürger von Köln.
Dietrich Weyer nahm 1572 in Zutphen von den Waffenschmieden Klaus Bilstein, Martin Schwietering und Hermann Schuffwagen aus Wesel, die 118 Soldaten für 1750 Taler mit Waffen ausgerüstet hatten, und ihren Lieferanten Geschenke im Wert von 100 Talern entgegen. 1578 fand deswegen in Schloss Ulft eine Untersuchung durch Commissaris Daniel van Renssen († 1584) und Notar Dederich van den Pavordt († nach 1593), Sekretär der Maria von Nassau, statt. Weyer scheint allerdings nicht weiter belangt worden zu sein, denn er stand auch nach seinem Ausscheiden aus dem Dienst in brieflicher Verbindung mit Wilhelm IV., der allerdings 1583/84 auf die Seite der Habsburger wechselte.

### Pfalz-Lautern und Kurpfalz
Unter Pfalzgraf Johann Kasimir (1543–1592) war Dietrich Weyer bis etwa 1579 Rat von Pfalz-Lautern und nahm auch diplomatische Missionen für Friedrich III. „den Frommen“ von der Pfalz wahr. Um die Jahreswende 1572/73 versuchte Weyer, eine bewaffnete Unterstützung der Kurpfalz für Wilhelm von Oranien zu erreichen. Der französisch-sächsische Diplomat Hubert Languet, der die Hugenotten unterstützte, bat Joachim Camerarius im Mai 1573, einen Brief an Dr. Wier in Heidelberg weiterzuleiten. Im Mai und Juni 1573 hielt sich Dietrich Weyer in Wesel bei seinem Vater auf und schrieb von dort an die Grafen Johann VI. (1536–1606) und Ludwig von Nassau-Dillenburg (1538–1574) über Möglichkeiten, das von den Spaniern belagerte Haarlem zu retten – die Stadt fiel am 13. Juli 1573.
Bereits im Januar 1574 war Weyer in einer diplomatischen Mission bei König Karl IX. (1550–1574) in Frankreich gewesen. Als 1574 Kanzler Christoph Prob († 1579) aus Altersgründen ausschied, berief Kurfürst Friedrich III. von der Pfalz (1515–1576) Christoph Ehem (1528–1592) zum neuen kurpfälzischen Kanzler und Dietrich Weyer zum kurpfälzischen Oberrat.
Nach dem Tod König Karls IX. wurde Weyer am 22. Juli 1574 von Johann Kasimir und Kurfürst Friedrich III. auf eine weitere Reise nach Frankreich geschickt. Er reiste über Metz nach Paris, um zunächst die Mutter des abwesenden Königs Heinrich III. (1551–1589), Caterina de’ Medici (1519–1589), für die protestantische Seite zu gewinnen. Als dieser Versuch erfolglos blieb, reiste er Heinrich III. über Lyon entgegen. Über den Fortgang der Verhandlungen wurden Henri I. de Bourbon, prince de Condé (1552–1588) und Théodore de Bèze (1519–1605) Ende August in Straßburg von dem kurpfälzischen Rat Liz. jur. Wenzeslaus Zuleger (1530–1596) informiert, der aus Paris eine Depesche von Weyer vor dessen Abreise nach Lyon erhalten hatte.
Auf savoyischem Gebiet wurde Weyer von Heinrich III. empfangen. Als Gegenleistung für die Gewährung freier Religionsausübung für die Hugenotten bot Weyer ein Bündnis der Kurpfalz mit Frankreich an. Heinrich III. antwortete ausweichend und stellte ihm einen endgültigen Bescheid in Lyon in Aussicht. Im September erteilten ihm Caterina de’ Medici und Heinrich III. in Lyon eine Abfuhr. Weyer, der sehr gut Französisch sprach, fand äußerst offene Worte gegen den König, als der Misserfolg der Mission deutlich wurde. Anlässlich dieser Gesandtschaftsreise besuchte Weyer – vermutlich auf der Rückreise Anfang Oktober 1574 – auch die Städte Bern und Basel in der Schweiz.
1575 war Dietrich Weyer Amtmann der Residenzstadt Kaiserslautern. Im Mai besprach er sich in Köln mit dem französischen Gesandten General Caspar von Schönberg (Schomberg) (1540–1599) und Graf Albrecht VII. von Schwarzburg-Rudolstadt (1537–1605), dem Schwager Wilhelms von Oranien, über den Friedensvertrag von Breda. Anschließend nahm er an der Besprechung zwischen Wilhelm V. von Jülich-Kleve-Berg (1516–1592) und den Gesandten der Kurpfalz, Hessens und Braunschweig-Wolfenbüttels im Schloss Hambach teil, bei dem nach dem Tod von Karl Friedrich von Jülich-Kleve-Berg (1555–1575) besonders über das weitere Vorgehen im Bistum Münster gesprochen wurde, wenn Bischof Johann Wilhelm (1562–1609) sein Amt als neuer Thronanwärter auf Jülich-Kleve-Berg aufgeben würde.
Im September 1575 schloss Dietrich Weyer für Pfalzgraf Johann Kasimir in Heidelberg einen Vertrag mit Henri I. (Heinrich I.) de Bourbon, prince de Condé, über die Anwerbung eines Heeres von 15.000 Mann. Weyer und der kurpfälzische Rat Dr. Peter Beutterich (um 1545–1587) nahmen dafür eine Obligation des Prinzen über 50.000 Escus entgegen. Der Sekretär Heinrichs I. und Gesandte am kurpfälzischen Hof Michel de la Huguerye (um 1545–1616) unterstellte Weyer, sich bei Vertragsabschluss unsauberer Mittel bedient zu haben. Huguerye berief sich dabei auf den Advokaten François d’Averly, Herr von Minay, der in Heidelberg für Charlotte de Bourbon-Montpensier (1546/47–1582), seit Juni 1575 die Ehefrau von Wilhelm I. von Oranien, tätig war. 1575/76 nahm Weyer als pfalzgräflicher Rat am zweiten Feldzug Johann Kasimirs nach Frankreich teil.
Nach dem Tod des Kurfürsten Friedrich III. von der Pfalz 1576 erhielten Dietrich Weyer und Peter Beutterich von Johann Kasimir Instruktionen zur Regelung des Religionswesens im Kurfürstentum Pfalz. Elisabeth von Sachsen, die lutherische Ehefrau des Pfalzgrafen Johann Kasimir, sah ihren Mann unter einem bestimmenden Einfluss seiner reformierten Räte Dietrich Weier und Wenzeslaus Zuleger und forderte ihren Vater Kurfürst August von Sachsen wiederholt auf, für die Entfernung dieser „bösen Tröpfe“ zu sorgen.
Ende April 1577 führte Weyer ein ausführliches Gespräch mit dem lutherischen Herzog Reichard von Pfalz-Simmern (1521–1598) über dessen Erbschaftsstreit mit Johann Kasimir und die Planungen für ein neues Religionsgespräch. Im Mai 1577 hatte Weyer zusammen mit Beutterich und Johann Kasimirs Kämmerer Steuerburg von Löwenstein-Schweinsberg (1552–1619) in Heidelberg eine Unterredung mit den britischen Gesandten Philip Sidney (1554–1586). Dabei ließ Johann Kasimir für den Fall eines Beitritts von Königin Elisabeth I. zur geplanten protestantischen Union eine Unterstützung der gemeinsamen Sache in Höhe von 100.000 Dollars zusichern. Der Kurfürst beabsichtigte darüber hinaus, als Reaktion auf die lutherische Konkordienformel die Möglichkeiten zu einer gemeinsamen Bekenntnisschrift der reformierten Kirchen in Deutschland, Frankreich, den Niederlanden, der Schweiz und Polen auszuloten und warb um die Beteiligung Englands an dem Projekt. Ein entsprechender multinationaler reformierter Konvent in Frankfurt am Main am 27./28. September 1577 konnte sich allerdings nur auf eine Synopse der bereits bestehenden Bekenntnisschriften einigen.
1578 wirkte Weyer mit bei der „brüderlichen Vergleichung“ zwischen dem reformierten Johann Kasimir und dem lutherischen Kurfürsten Ludwig VI. von der Pfalz (1539–1583). 1579 vertrat er Johann Kasimir als Amtmann zu Lautern auf dem Weißenburger Landrettungstag. Danach schied er – möglicherweise in Zusammenhang mit der gleichzeitigen Entlassung des Rates Zuleger – aus dem Dienst von Pfalz-Lautern aus.

### Pfalz-Veldenz-Lützelstein
1581/82 bis 1588 wird Dr. Dietrich Weyer als Ober-Amtmann („Archisatrapa“) des Pfalzgrafen Georg Johann I. von Veldenz-Lützelstein (1543–1592) erwähnt, der in Veldenz, Lützelstein (La Petite-Pierre im Krummen Elsass) und in Lauterecken residierte. Weyer war Verfasser der von Pfalzgraf Georg Johann I. eingeführten Lützelsteiner Lands Ordnung, die den gerichtlichen Prozess in bürgerlichen Sachen der ersten Instanz, Kontrakte und Hantierungen, Testamente, Letzten Willen und dergleichen Geschäfte von Tods wegen und den Erbfall ohne letztwille Verfügung regelte.
1582 schrieb Dietrich Weyer anlässlich einer England-Reise von Georg Gustav von Pfalz-Veldenz (1564–1634), dem Sohn Georg Johanns I., und seinem Bruder, dem pfälzischen Rat Johann Weyer (* um 1555–1610), zweimal an William Cecil, der inzwischen zum Lord High Treasurer (Lordschatzmeister) und 1. Baron Burghley avanciert war, um eine wohlwollende Aufnahme für die beiden vorzubereiten und sich für ihre Gespräche mit Königin Elisabeth und Cecil zu bedanken.
Anfang des Jahres 1584 bemühte sich Weyer in Verhandlungen mit Heinrich IV. von Navarra (1553–1610) – damals noch Anführer der hugenottischen Partei –, Georg Gustav von Pfalz-Veldenz einen Bischofsstuhl in Frankreich zu verschaffen. Im Sommer 1584 führt er im Auftrag Georg Johanns I. geheime Verhandlungen mit Erzbischof Ernst von Bayern (1554–1612) in Köln, um dessen Rückendeckung gegen den Straßburger Bischof Johann IV. von Manderscheid-Blankenheim (1538–1592, reg. 1568) bei einem geplanten Kriegszug zur Inbesitznahme der Grafschaft Dagsburg zu erhalten.
Weyer war in zahlreiche Unternehmungen involviert, die der verschuldete Graf Georg Johann I. von Veldenz in diesen Jahren mit Erzherzog Ferdinand II. von Österreich (1529–1595), Herzog Alexander Farnese von Parma (1545–1592), der Stadt Köln und anderen über ein Importmonopol für Steinkohlen-Handel, Kanalbauten und Schiffbarmachungen, Verwertung seiner Erfindungen in der Bergwerkstechnik und andere mögliche Geldquellen anstrengte. Gegenüber Johann Kasimir dementierte Weyer 1586, dass es bei den Gesprächen von Georg Johann I. mit seinem „Vetter“ Wilhelm V. von Bayern (1548–1626) in Mittenwald und Innsbruck um eine mögliche lukrative Heirat gegangen sei.
1588 verweigerte Weyer die Ratifikation des „Heidelberger Vertrages“ zwischen Georg Johann I., Georg Gustav, Johann Kasimir und anderen Mitglieder des pfälzischen Hauses über die Auslösung des 1584 von Georg Johann I. für 400.000 Gulden an Karl III. von Lothringen (1543–1608) verpfändeten Pfalzburg (Phalsbourg).

### Burggraf von Starkenburg (Kurpfalz)
Um 1589 wurde Dietrich Weyer als „Rat und Diener von Haus aus“ (1589, 1591) von Johann Kasimir in die Kurpfalz zurückgeholt. Er lotete die Möglichkeit zur Verheiratung des noch minderjährigen Kurfürsten Friedrich IV. von der Pfalz (1574–1610) mit einer Tochter der Marie Eleonore von Jülich-Kleve-Berg (1550–1608), Herzogin von Preußen aus.
Er wurde als „Diethrich von Weyher“ nobilitiert bzw. erhielt eine Adelsbestätigung und war von 1591/92 bis etwa 1596 Burggraf und Amtmann von Starkenburg, einem an die Kurpfalz verpfändeten Mainzer Amt in der Nähe von Heidelberg.
1591 reiste Dietrich von Weyer nach Polen, Düsseldorf und Preußen, um Anna von Preußen (1576–1625), mögliche Erbtochter der Herzogtümer Jülich-Kleve-Berg, als Braut für Friedrich IV. zu gewinnen. Er schlug vor, um „schier oder morgen schimpf und herzleid und verweis zu vermeiden“, dass Herzogin Maria Eleonore mit ihren Töchtern Anna und Marie von Preußen (1579–1649) zum Baden nach Ems kommen solle, damit man die mögliche Braut in Augenschein nehmen könne. Man entschied sich dann allerdings 1593 für eine Heirat Friedrich IV. mit Prinzessin Luise Juliana von Oranien-Nassau (1576–1644) und 1594 für eine Heirat Annas mit Johann Sigismund von Brandenburg (1572–1620), dem Sohn des Administrators des Stiftes Magdeburg Joachim Friedrich von Brandenburg (1546–1608).
Nach dem Tod Johann Casimirs wurde Weyer, gegen den sich Johann I. von Pfalz-Zweibrücken (1550–1604) schon im Februar 1592 ausgesprochen hatte, von Kurfürst Friedrich IV. von der Pfalz (1574–1610) als kurpfälzischer Rat entlassen.

### Gespräche mit Brandenburg-Preußen
1593 hielt sich der „gewesene Burggraf zu Starkenburg“ in Worms auf. 1594 informierte Weyer den Markgrafen Georg Friedrich I. von Brandenburg-Ansbach (1539–1603) detailliert über angebliche außereheliche Verhältnisse und Alkoholkonsum der Jakobe von Baden-Baden (1558–1597), der Frau Herzog Johann Wilhelms von Jülich-Kleve-Berg, und zwar schon einige Monate bevor gegen sie am 29. Januar 1595 durch die Schwester des Herzogs, Sibylle von Jülich-Kleve-Berg (1557–1627), vor den Landständen Anklage wegen Ehebruchs erhoben wurde.
Über die Vorgänge am jülich-kleve-bergischen Hof war Dietrich von Weyer nicht zuletzt deswegen immer gut unterrichtet, weil sein Bruder Galenus Weyer (1547–1619) von 1578 bis 1609 in Düsseldorf als Leibarzt der Herzöge Wilhelm V. und Johann Wilhelm von Jülich-Kleve-Berg amtierte.
Weyer bemühte sich in dieser Zeit offenbar um eine Bestallung in Brandenburg-Ansbach, die Pfälzer Regierung riet befreundeten Fürsten jedoch von seiner Anstellung ab. Der ansbachische lutherische Rat Stephan Mumm (1532–1601) – zugleich kurpfälzischer Rat in Amberg – meinte, Weyer sei „ein gefehrlicher man und den corruptionibus etlichermassen underworfen“.

### Republik der Sieben Vereinigten Provinzen
1595 bis 1599 war Dietrich Weyer als Nachfolger von Laurentius Myller Agent (Gesandter) der Republik der Sieben Vereinigten Provinzen im Reich. Im Sommer 1595 wurde er auf eine geheime Mission in das Herzogtum Kleve geschickt, um eine Zusammenarbeit gegen die Spanischen Niederlande auszuloten. In ähnlicher Mission wurde er 1596 zu dem jülisch-klevischen Diplomaten Wirich VI. von Daun-Falkenstein († 1598) entsandt.
1596 forcierte Weyer den Gedanken eines Bündnisses von Brandenburg-Preußen mit Holland. Auf dem Weg nach Holland wurde Weyer im Mai 1596 bei Wesel von spanischen Reitern des Grafen Hermann von dem Bergh im Dienst von Erzherzog Albrecht VII. von Österreich abgefangen. Instruktionen, die er bei sich trug, ließen angeblich darauf schließen, dass von Brandenburg und Pfalz-Zweibrücken-Neuburg eine Entführung von Herzog Johann Wilhelm von Jülich-Kleve-Berg und seiner Schwester Sibylle aus Hambach in die Niederlande geplant worden war. Der brandenburgische Agent und spätere Düsseldorfer Bürgermeister Johann von Megen († 1639) wurde nach Hambach gelockt, als Mitverschwörer zu Weyer ins Gefängnis geworfen und vor dem Hauptgericht in Jülich wegen Landesverrat angeklagt. Von Megen – wie wohl schon vor ihm auch Weyer – wurde im September gegen Kaution freigelassen.
Im Sommer 1596 wurde Weyer von den Generalstaaten nach Kopenhagen zur Krönung von Christian IV. von Dänemark und Norwegen (1577–1648) geschickt. Die Gesandtschaft erwirkte eine Bestätigung alter Privilegien. Im November erhielt Weyer Instruktionen, mit denen er zusammen mit dem französischen Gesandten in Prag Guillaume d'Ancel († 1625) die deutschen Fürsten zum Eintritt in ein Bündnis gegen Spanien bewegen sollte. 1597 warnte er die Generalstaaten, dass sich die protestantischen Fürsten von den umliegenden katholischen Erzbistümern, in denen spanische Truppen lagen, bedroht fühlten und das Reich auseinanderzubrechen drohe; man solle Bündnisverhandlungen aufnehmen.
Im Mai 1597 wurde Weyer beauftragt, mit den administrateurs des Stiftes Magdeburg wegen eines Bündnisses zu verhandeln; Administrator war Joachim Friedrich von Brandenburg. Im August wurde Weyer deswegen nach Deutschland geschickt und berichtete im Oktober brieflich aus Halle. Zuvor, im Juli 1597, hatte Weyer den polnischen Gesandten Paweł Działyński (1560–1609) auf seiner Weiterreise von ’s-Gravenhage zur englischen Königin Elisabeth I. mit Kutschen und Kriegsschiffen nach Zeeland begleitet. 1598 informierte er Johan van Oldenbarnevelt (1547–1619) über die Ansprüche mehrerer deutscher Fürsten auf Jülich-Kleve-Berg, den Stand geplanter Friedensverhandlungen mit Spanien, Überlegungen zum Sundzoll und eine Bedrohung der freien Schifffahrt auf der Nordsee durch die Hansestädte. Dietrich Weier trug sich als „Gesandter der Generalstaaten im Reich und in Dänemark“ in das Stammbuch des Pfalz-Neuburger Landmarschalls Johann von Leublfing (1578–1624) auf Gansheim ein.
Am 2. und 14. Januar 1599 wurde auf seinen eigenen Wunsch hin glimpelijck (i. S. v. „einvernehmlich“) beschlossen, den Dienst von Weyer als Agent in Deutschland zu beenden und ihm das Amt eines Monster commissaris (Musterungs-Kommissar, Truppen-Inspekteur) über die Reiter und das Fussvolk zu übertragen. Weyers Nachfolger als Agent der Generalstaaten wurde von 1602 bis 1622 Pieter Cornelisz. van Brederode (1558–1637). 1599 ist ein Aufenthalt Weiers in Kitzingen belegt.
Möglicherweise hatte Weyer gegen Ende seines Lebens noch eine Nebenbestallung als Rat des streng calvinistischen Grafen Wolfgang Ernst von Ysenburg (1560–1633) in Büdingen.

### Grabmal in Heppenheim an der Wiese
1602 wird Junker Dietrich Weier in Heppenheim an der Wiese erwähnt. Es gab dort mehrere Freigüter und nördlich des Dorfes Richtung Pfeddersheim eine abgegangene Burg bzw. ein Festes Haus. Heppenheim an der Wiese im Oberamt Alzey gehörte zur Kurpfalz.
Das Grabmal des „Dieterich Weier, U. I. D., der unuirten Herren Staden in Hollandt, Kriegscommissarius ord.,“ aus rotem Sandstein befindet sich im Chorraum der Evangelischen Pfarrkirche von Worms-Heppenheim hinter der Kanzel in der Wand eingemauert. Die Grabplatte nennt in Beischriften die Familien der Vorfahren „Weier, Wintgen, Bocksmer“ und „Denholt“ und trägt ihre Wappen.

## Wappen

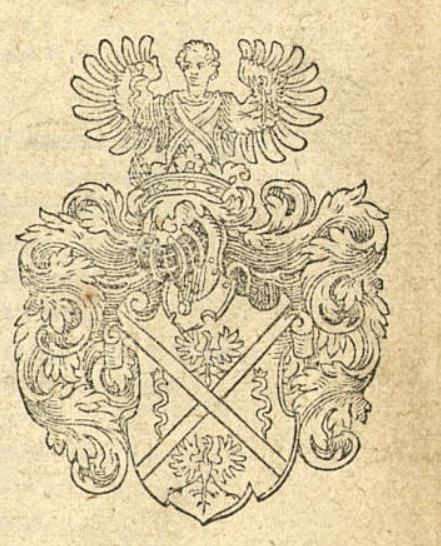
Wappen der Familie Weyer, 1593

- Das Wappen Weier ist ein durch ein goldenes Schrägkreuz gevierter blauer Schild, begleitet von je zwei silbernen Adlern und steigenden, sich zugewendeten silbernen gekrönten Aalen oder eher Schlangen,[78]
- das Wappen Wintgen(s) trägt einen Schräglinksbalken, darauf ein springender Hund (Windhund),
- das Wappen Bocksmer (Boxmeer) einen steigenden Löwen, begleitet von Steinen (Schindeln[79]),
- das Wappen Denholt (ten Holt) zeigt sieben Ringe (3:3:1).[80][81]

## Familie
Dietrich Weyer war verheiratet mit Dorothea Waldhofen. Eine Tochter Amalie Weyer († 1623) heiratete Hans Conrad von Eych (1566–1635), fürstlich-badischer Truchsess zu Kirchberg und Amtmann auf Koppenstein, Sohn von Johann II. von Eych (* 1530; † um 1602/03) und Margarethe von Senheim (1543–1622) aus Zell.
Ein Sohn Georg Dietrich Weyer wird 1596 als Stammbucheinträger von Herzog Georg von Braunschweig-Lüneburg (1582–1641) und 1601 (George Diederich Weyer, zoon van den monstercommissaris) als Antragsteller bei den Generalstaaten erwähnt.
Auch bei den Stammbucheinträgern (1596) Johann Casimir Weyer und Johann Dietrich (Theodor) Weyer dürfte es sich um Söhne Dietrich Weyers gehandelt haben; Johann Casimir Weier war 1604 kurpfälzischer Festungs-Capitain zu Kaiserslautern, Johann Theodor Weyer „de Veldenz“ (Iohannes Theodorus Weyerus Veldentinus stud. iur.) wurde 1584 an der Genfer Akademie zum Doktor promoviert.

## Werke
- Lützelsteiner Lands Ordnung.[90] In: Gilbert Haufs-Brusberg (Hrsg.): Die Lützelsteiner Lands Ordnung. Das Landrecht des Fürstentums Pfalz-Veldenz von ca. 1580. Verlag für Geschichte und Kultur, Trier 2013, S. 150–348 ISBN 978-3-9815112-0-8
  - (Fragmente, in das Französische übersetzt) Paul Kittel,[91] Phalsbourg: Copie de la Coutume de La Petite-Pierre 1764 traduite à partir d'une copie en allemand de 1742,[92] Manuscrit Eugène de Monbret[93] bibliothèque municipal de Rouen und Supplement inscrit uniquement dans la manuscrit Dayme[94] de Nancy[95] consistant en 5 paragraphe, 1742. In: Gilbert Haufs-Brusberg (Hrsg.): Die Lützelsteiner Lands Ordnung. Verlag für Geschichte und Kultur, Trier 2013, S. 349–463
- (verschollen) Sammlung von Gedichten und Psalmen-Paraphrasen, „die so glücklich und elegant ausgedrückt sind, dass sie mit den Werken von Buchanan[96] gefahrlos verglichen werden können“, vor 1594[57]